# 태양의 고도
태양의 고도, 태양 고도(Solar Altitude)는 지평선을 기준으로 하여 태양의 높이를 각도로 나타낸 것이다. 태양의 고도각 또는 태양 고도각(Solar Altitude Angle)이라고도 한다. 태양의 고도는 해가 뜬 후 점점 커져 낮 12시에 가장 높고, 낮 12시가 지나면 다시 작아진다.
태양이 지평선에 있을 때 태양의 고도는 0°이며 머리 위에 있을 때는 90°이다. 일반적으로 하루 중 같은 시각의 태양의 고도는 계절에 따라 달라진다.
이외에도 지구의 공전궤도가 타원궤도인 것이나 섭동 등으로 인해 태양이 가장 높은 고도를 갖는 시간은 15분 정도 차이가 난다. 또, 우리나라는 동경 135°를 기준으로 하는 UTC+9:00를 사용하고 있기 때문에 서울기준으로 약 +30분의 시간오차가 있다. 즉, 서울에서 태양의 고도가 제일 높을 때는 약 12시 30분이다.

## 계산
태양의 고도를 계산하는 공식은 다음과 같습니다.
sin h = (sin δ * sin φ) + (cos δ * cos φ * cos H)
- h (태양의 고도각) : -90° ~ +90°
- δ (태양의 적위) : -23.5° ~ +23.5°
- φ (위도) : -90° ~ +90° (남극 ~ 북극)
- H (시각) : -180° ~ +180° (00시는 -180°, 06시는 -90°, 12시는 0°, 18시는 +90°, 24시는 +180°)

위의 식에 따라 계산된 태양의 고도가
- h > 0° 일 때는 태양이 뜬 상태이고,
- h = 0° 일 때는 태양이 지평선(또는 수평선)에 있는 상태, 즉, 일출, 일몰인 상태이며,
- h < 0° 일 때는 태양이 아직 뜨지 않거나, 진 상태입니다.

## 최고 고도
하루 중 태양의 고도가 가장 높을 때를 최고 고도, 최고 고도각, 또는 최대 고도, 최대 고도각이라고 한다. 태양이 최고 고도를 가질 때 정남쪽에 위치하기 때문에 남중고도이라고도 한다. 최고 고도를 측정할 때는 길이를 측정하는 것이 아니라 일반적으로 태양과 지표면이 이루는 각을 측정한다. 주로 그림자를 이용하여 측정하며, 이 원리를 이용하여 만든 것이 앙부일구이다.
계절에 따라서는 겨울에 최고 고도가 낮으며, 여름에 최고 고도가 높다.
북회귀선과 남회귀선 사이의 모든 위도에서는 특정 시간에 최고 고도가 90도까지 올라갈 수 있다. 적도에서는 춘분과 추분 때, 북회귀선에서는 하지 때, 남회귀선에서는 동지 때 최고 고도가 90°까지 올라간다.
이 고도를 계산할 때는 위의 계산식에서 H = 0° 로 계산하면 된다. 태양의 고도가 가장 높을 때는 12시이기 때문이다. 그러나 위의 계산식이 복잡하므로, 간단하게 아래와 같은 계산식을 자주 사용한다.
h = 90°-|φ-δ|
- h (태양의 최고 고도) : -90° ~ +90°
- φ (위도) : -90° ~ +90° (남극 ~ 북극)
- δ (태양의 적위) : -23.5° ~ +23.5°

## 최저 고도
하루 중 태양의 고도가 가장 낮을 때를 최저 고도, 최저 고도각, 또는 최소 고도, 최소 고도각이라고 한다. 이 고도를 계산할 때는 위의 계산식에서 H = -180° 또는 +180° 로 계산하면 된다. 태양의 고도가 가장 낮을 때는 00시 또는 24시이기 때문이다. 그러나 위의 계산식이 복잡하므로, 간단하게 아래와 같은 계산식을 자주 사용한다.
h = -90°+|φ+δ|
- h (태양의 최저 고도) : -90° ~ +90°
- φ (위도) : -90° ~ +90° (남극 ~ 북극)
- δ (태양의 적위) : -23.5° ~ +23.5°

## 자오선 고도
- 자오선 고도(자오선 고도각, 정중 고도, 정중 고도각, meridian altitude)는 태양이 정중할 때의 고도로, 남중 고도와 북중 고도가 있다. 태양이 남중할 때의 고도를 남중 고도라고 하고, 북중할 때의 고도를 북중 고도라고 한다.
- 북반구에서는 태양이 동쪽에서 떠서 남쪽을 지나 서쪽으로 지므로, 태양의 최고 고도는 남중 고도가 되고, 최저 고도는 북중 고도가 된다.
- 반대로, 남반구에서는 태양이 동쪽에서 떠서 북쪽을 지나 서쪽으로 지므로, 태양의 최고 고도는 북중 고도가 되고, 최저 고도는 남중 고도가 된다.

## 같이 보기
- 태양의 방위각
- 박명
- 백야
- 극야
- 아날렘마